# Peridinetus
Peridinetus är ett släkte av skalbaggar. Peridinetus ingår i familjen vivlar.

## Dottertaxa tillPeridinetus, i alfabetisk ordning[1]
- Peridinetus albicollis
- Peridinetus bicruciatus
- Peridinetus bondari
- Peridinetus brasiliensis
- Peridinetus canus
- Peridinetus cinctus
- Peridinetus circulifer
- Peridinetus circumcinctus
- Peridinetus coccineifrons
- Peridinetus collaris
- Peridinetus costatus
- Peridinetus cretaceus
- Peridinetus dispersa
- Peridinetus distinctus
- Peridinetus ecuadoricus
- Peridinetus erythrocephalus
- Peridinetus femoralis
- Peridinetus frontalis
- Peridinetus fulvopilosus
- Peridinetus geniculatus
- Peridinetus humilis
- Peridinetus incertus
- Peridinetus incisicollis
- Peridinetus insignis
- Peridinetus irroratus
- Peridinetus jelskii
- Peridinetus lacordairei
- Peridinetus laetus
- Peridinetus lateralis
- Peridinetus latiusculus
- Peridinetus lineicollis
- Peridinetus luctuosus
- Peridinetus maculatus
- Peridinetus maculiventris
- Peridinetus marmoratus
- Peridinetus melanostoma
- Peridinetus nanus
- Peridinetus nigripes
- Peridinetus nodicollis
- Peridinetus opacus
- Peridinetus parvus
- Peridinetus pictus
- Peridinetus poeyi
- Peridinetus posticus
- Peridinetus quadrimaculatus
- Peridinetus quinquemaculatus
- Peridinetus roeseli
- Peridinetus rubripes
- Peridinetus rufescens
- Peridinetus rufotorquatus
- Peridinetus sanguinolentus
- Peridinetus sellatus
- Peridinetus signatus
- Peridinetus similis
- Peridinetus songoensis
- Peridinetus stigmatipleura
- Peridinetus suturalis
- Peridinetus trifasciata
- Peridinetus variegatus
- Peridinetus zinckeni